# Ponte de Penão
A Ponte de Penão (Jambatan Pulau Pinang, em malaio) é uma ponte rodoviária que liga George Town, na ilha de Penão, e Seberão Perai na Malásia continental. A ponte conecta também. A ponte foi oficialmente aberta ao tráfego em 14 de setembro de 1985, tendo comprimento total da ponte de 13,5 km (8,4 milhas). Figura entre as pontes mais longas do mundo, sendo a maior ponte do país, bem como um marco nacional.
Antes de 1985, o transporte entre a ilha e o continente era exclusivamente através de barcas do Penang Ferry Service, pertencente ao governo. A cobrança de pedágio era somente para quem acessa a Ilha, o que foi mantido após a inauguração da Ponte. A Ponte de Penão foi oficialmente inaugurada pelo quarto Primeiro-Ministro, Mahathir bin Mohamad, em 3 de agosto de 1985.
Nos anos 2000, a ponte passou por uma grande reforma visando sua expansão de 4 para 6 faixas de tráfego, ampliando a capacidade de veículos. Uma segunda ponte foi iniciada em 2008 e está prevista para ser concluída no segundo semestre de 2013. 